# دهستان منتظریه
منتظریه، دهستانی است از توابع بخش مرکزی شهرستان طبس استان خراسان جنوبی ایران.

## جمعیت
بر اساس سرشماری سال ۱۳۸۵جمعیت دهستان منتظریه (۱٬۱۱۶خانوار) ۴٬۳۵۰نفر
بوده است.